# La Ronge (Saskatchewan)
La Ronge é uma cidade setentrional da floresta boreal do centro de Saskatchewan, no Canadá. Sua população em 2016 era de cerca de 2.688 habitantes, o que a torna a maior cidade da Divisão Censitária N.º 18 e do norte de Saskatchewan.